# Mastotermes darwiniensis
La termita gigante del norte de Australia (Mastotermes darwiniensis) es una especie de termita que sólo se encuentra en el norte de Australia. Es un animal muy peculiar, la termita más antigua existente. Como tal, muestra similitudes extrañas con las cucarachas, los parientes más cercanos de las termitas, como la presencia de un lóbulo anal en el ala y la puesta de huevos en montones, en lugar de uno a uno.
Es el único miembro vivo del género Mastotermes y de la familia Mastotermitidae, aunque se conocen numerosos taxones fósiles. Las cucarachas y las termitas se clasifican actualmente en el orden Blattodea y en el clado Dictyoptera junto con los mantodeos y sus parientes extintos.
Estas singulares termitas tienen a primera vista el aspecto del abdomen de una cucaracha unido a la parte anterior de una termita. Las alas son diminutas pero tienen el mismo diseño que las de las cucarachas, y la puesta de huevos se realiza en una ooteca como sucede con las cucarachas. Se piensa que han evolucionado desde los mismos ancestros que las cucarachas de la madera (Cryptocercus) en el período Pérmico. Se han descubierto alas fósiles en el Pérmico de Kansas que guardan un gran parecido con las alas del género Mastotermes de la familia Mastotermitidae, la termita viviente más primitiva existente. Este fósil se denomina Pycnoblattina. Plegaba las alas con un patrón convexo entre los segmentos 1a y 2a. Mastotermes es el único insecto vivo que hace tal cosa.
Mastotermes darwiniensis no es una especie muy numerosa, y sus colonias tampoco son grandes. Su dieta es variada, ya que come plantas introducidas, daña el marfil y la piel, y se alimenta también de madera y detritos. Se ha convertido en una importante plaga para la agricultura, hasta el extremo de que el cultivo de verduras prácticamente se ha abandonado en el norte de Australia en todos los lugares donde esta termita es numerosa, los cuales son fuera de la selva y en suelos exentos de bauxita. Ha desarrollado la habilidad de abrirse paso dentro de un árbol vivo y descortezarlo de tal forma que muera y se convierta en el centro de una colonia.